# Cryptochironomus angularis
Cryptochironomus angularis är en tvåvingeart som beskrevs av Jean-Jacques Kieffer 1922. Cryptochironomus angularis ingår i släktet Cryptochironomus och familjen fjädermyggor.
Artens utbredningsområde är Tyskland. Inga underarter finns listade i Catalogue of Life.